# 梵谷到我家
梵谷到我家（英語：Van Gogh In Love）是2021年上映的法國愛情喜劇電影，由佛瑞德瑞克·迪分索、漢德·珂賈與史蒂夫·德里森主演。

## 劇情
當代藝術家李奧幫公司繪製廣告畫意外成名，不久後即在法國舉行個人展時，偶然買了梵谷的自畫像，沒想到梵谷卻在傍晚走出了畫。梵谷到了現代第一件事就是找到他的瑞秋，結果卻遇到李奧的前女友艾莉絲，出現了一個特殊的三角關係。
梵谷到我家為尚路克阿亞奇(Jean-Luc Ayach)自編自導，梵谷與李奧在交流中，認清了藝術以及彼此間的意義和價值，電影也探討了當代藝術和藝術市場的現況。當李奧遭受到批評時，他強烈表達對現代藝術商品化的不滿以及困境，這狀況和梵谷的人生相輔相成。而導演也透過大量文獻還原梵谷的樣貌，重新讓梵谷體驗過去失去的平凡人生，但梵谷也因此創作力下降。能力受到質疑時，梵谷則明確表達出對畫家這個身分的不滿，決定重新體驗真實的生活。

## 外部連結
- 互联网电影数据库（IMDb）上《Van Gogh in Love》的资料（英文）
- Box Office Mojo上《Van Gogh in Love》的資料（英文）
- 豆瓣电影上《Van Gogh in Love》的資料 （简体中文）